# Mark-Anthony Turnage
Mark-Anthony Turnage (ur. 10 czerwca 1960 w Grays) – brytyjski kompozytor.

## Życiorys
W latach 1974–1978 studiował w Royal College of Music w Londynie u Olivera Knussena i Johna Lamberta. Otrzymał Guinness Prize za utwór Night Dances (1981) i Benjamin Britten Composition Prize za utwór Le Us Sleep Now (1983). Dzięki otrzymanemu stypendium latem 1983 roku kontynuował edukację na kursie w Tanglewood u Hansa Wernera Henzego i Gunthera Schullera. Był kompozytorem rezydentem National Centre for Orchestral Studies (1985–1986), London Philharmonic Orchestra (2004) i Chicagowskiej Orkiestry Symfonicznej (2006). Współpracował z City of Birmingham Symphony Orchestra (1989–1992), English National Opera (1995–2000) i BBC Symphony Orchestra (2000–2003). Od 2005 roku jest pracownikiem naukowym w Royal College of Music. Komandor Orderu Imperium Brytyjskiego (2015).
W swojej twórczości łączy muzykę poważną z elementami jazzu i rocka. Wykorzystuje improwizację jazzową, współpracując z takimi muzykami jak John Scofield, Peter Erskine i Martin Robertson.

## Wybrane kompozycje
(na podstawie materiałów źródłowych)

### Utwory orkiestrowe
- Let Us Sleep Now na orkiestrę kameralną (1979–1982)
- Night Dances (1981–1982)
- Kind of Blue: In Memoriam, Thelonious Monk (1981–1982)
- Ekaya: Elegy in Memory of Marvin Gaye (1984)
- Gross Intrusion na amplifikowany kwartet smyczkowy i orkiestrę kameralną (1987)
- 3 Screaming Popes (1989)
- Momentum (1990–1991)
- Drowned Out (1992–1993)
- Your Rockaby na amplifikowany saksofon sopranowy i orkiestrę (1992–1993)
- Blood on the Floor na 3 solistów jazzowych i duży zespół (1993–1996)
- Dispelling the Fears na 2 trąbki i orkiestrę (1994–1995)
- Four-Horned Fandango na 4 rogi i orkiestrę (1995–1996, wersja zrewid. 2000)
- Tune for Toru na zespół jazzowy (1996)
- Silient Cities (1998)
- About Time na zespół instrumentów i grupę instrumentów dawnych (1999)
- Evening Songs (1999)
- Fractured Lines na 2 perkusje i orkiestrę (2000)
- Dark Crossing na orkiestrę kameralną (2000)
- Another Set To na puzon i orkiestrę (2000)
- Bass Inventions na kontrabas i zespół instrumentów (2000)
- Scorched na trio jazzowe i orkiestrę (2001)
- On Opened Ground na altówkę i orkiestrę (2001)
- A Man Descending na saksofon tenorowy i orkiestrę kameralną (2003)
- Eulogy na altówkę i zespół instrumentów (2003)
- Riffs and Refrains na klarnet i orkiestrę (2003)
- Yet Another Set To na puzon i orkiestrę (2004)
- From the Wreckage na trąbkę i orkiestrę (2004)
- Scherzoid (2004)
- Hidden Love Song na saksofon sopranowy i orkiestrę (2005)

### Utwory kameralne
- And Still a Softer Morning na flet, wibrafon, harfę i wiolonczelę (1978, wersja zrewid. 1983)
- After Dark na kwintet dęty i kwintet smyczkowy (1982–1983)
- On All Fours na zespół kameralny (1985)
- Sarabande na saksofon sopranowy i fortepian (1985)
- Release na 8 wykonawców (1987)
- Kai na wiolonczelę i zespół (1989–1990)
- 3 Farewells na flet, klarnet, harfę i kwartet smyczkowy (1990)
- Are You Sure? na kwartet smyczkowy (1990, wersja zrewid. 1991)
- Forty Bob Fanfare na 10 wykonawców (1992)
- Sleep on na wiolonczelę i fortepian (1992)
- This Silence na klarnet, róg, fagot i kwartet smyczkowy (1992)
- Set To na 4 trąbki, tóg, 3 puzony, eufonium i tubę (1992–1993)
- A Deviant Fantasy na 4 klarnety (1993)
- 2 Elegies Framing a Shout na saksofon sopranowy i fortepian (1994)
- Barries Deviant Fantasy na kwartet smyczkowy i gwizdki (1995)
- An Invention on „Solitude” na kwintet klarnetowy (1998, wersja zrewid. 1999)
- A Few Serenades na wiolonczelę i fortepian (2004)

### Utwory fortepianowe
- Entranced (1982)
- Three Life Stories (1995–1999)
- Tune for Toru (1996)

### Utwory wokalno-instrumentalne
- Lament for a Hanging Man na sopran i zespół (1983)
- 1 Hand in Brooklyn Heights na 16 głosów i perkusję (1986)
- Beating About the Bush na mezzosopran i 6 instrumentów (1987)
- Greek Suite na mezzosopran, tenora i zespół kameralny (1989)
- Some Days na mezzosopran i orkiestrę (1989)
- Leaving na sopran, tenora, chór i zespół (1990, wersja zrewid. 1992)
- Her Anxiety na sopran i 7 instrumentów (1991)
- Twice Through the Heart na mezzosopran i 16 instrumentalistów (1994–1996)
- 2 Fanfares and a Lament na chór i zespół instrumentów (2003)

### Opery
- Greek (1986–1988, wyst. Monachium 1988)
- opera telewizyjna Killing Time (1991)
- opera kameralna The Country of the Blind (1996–1997, wyst. Aldeburgh 1997)
- The Silver Tassie (1999, wyst. Londyn 2000)